# Paint My Love – Greatest Hits
Paint My Love – Greatest Hits là album tổng hợp đầu tiên của ban nhạc soft rock Đan Mạch Michael Learns to Rock. Album được phát hành vào tháng 10 năm 1996 bởi Medley Records ở châu Á và Nam Phi. Tính đến tháng 5 năm 1999, album đã bán được 3,4 triệu bản trên toàn thế giới.
Bài hát tiêu đề, "Paint My Love", là một phiên bản tiếng Anh của bài hát "Kun med dig" do Jascha Richter sáng tác, trình bày bởi các sĩ người Đan Mạch Dorthe Andersen và Martin Loft. "Kun med dig" được Đan Mạch lựa chọn tham gia tại cuộc thi ca khúc truyền hình châu Âu năm 1996. "Paint My Love", cùng với bài hát mới "Breaking My Heart" sau này đã có mặt trong album phòng thu thứ tư của nhóm, Nothing to Lose (1997).

## Danh sách track
| STT | Nhan đề                                                 | Sáng tác                             | Sản xuất                            | Thời lượng |
| --- | ------------------------------------------------------- | ------------------------------------ | ----------------------------------- | ---------- |
| 1.  | "Paint My Love"                                         | Jascha Richter                       | Michael Learns to Rock              | 3:48       |
| 2.  | "Sleeping Child" (từ Colours)                           | Richter                              | Oli Poulsen, Michael Learns to Rock | 3:33       |
| 3.  | "That's Why (You Go Away)" (từ Played on Pepper)        | Richter                              | Michael Learns to Rock              | 4:10       |
| 4.  | "The Actor" (từ Michael Learns to Rock)                 | Richter                              | Poulsen, Jens Hofman                | 4:35       |
| 5.  | "Wild Women" (từ Colours)                               | Richter                              | Poulsen, Michael Learns to Rock     | 3:53       |
| 6.  | "Love Will Never Lie" (từ Played on Pepper)             | Richter, Ashley Mulford              | Michael Learns to Rock              | 3:34       |
| 7.  | "I Still Carry On" (từ Michael Learns to Rock)          | Richter                              | Poulsen, Hofman                     | 4:36       |
| 8.  | "Complicated Heart" (từ Colours)                        | Richter                              | Poulsen, Michael Learns to Rock     | 4:24       |
| 9.  | "Breaking My Heart"                                     | Richter                              | Michael Learns to Rock              | 4:03       |
| 10. | "Someday" (từ Played on Pepper)                         | Richter                              | Michael Learns to Rock              | 3:52       |
| 11. | "Out of the Blue" (từ Colours)                          | Richter                              | Poulsen, Michael Learns to Rock     | 3:58       |
| 12. | "25 Minutes" (từ Colours)                               | Richter                              | Poulsen, Michael Learns to Rock     | 4:20       |
| 13. | "Breaking the Rules" (từ Played on Pepper)              | Richter                              | Michael Learns to Rock              | 4:22       |
| 14. | "How Many Hours" (từ Played on Pepper)                  | Richter                              | Michael Learns to Rock              | 4:43       |
| 15. | "Crazy Dream" (từ Michael Learns to Rock) (bonus track) | Richter, Terry Lupton, Michael Price | Steve Barri, Tony Peluso            | 4:00       |
| 16. | "Paint My Love" (acoustic version) (bonus track)        | Richter                              | Michael Learns to Rock              | 3:48       |
| 17. | "Breaking My Heart" (alternative version) (bonus track) | Richter                              | Michael Learns to Rock              | 3:54       |